# Estrela (Río Grande del Sur)
Estrela es un municipio brasileño del estado de Río Grande del Sur.
Está ubicado a una altitud de 39 m sobre el nivel del mar. Su población estimada para el año 2004 era de 28.902 habitantes.
Ocupa una superficie de 184,23 km².
- Datos: Q779064
- Multimedia: Estrela (Rio Grande do Sul) / Q779064